# Prawo do drogi w Anglii i Walii

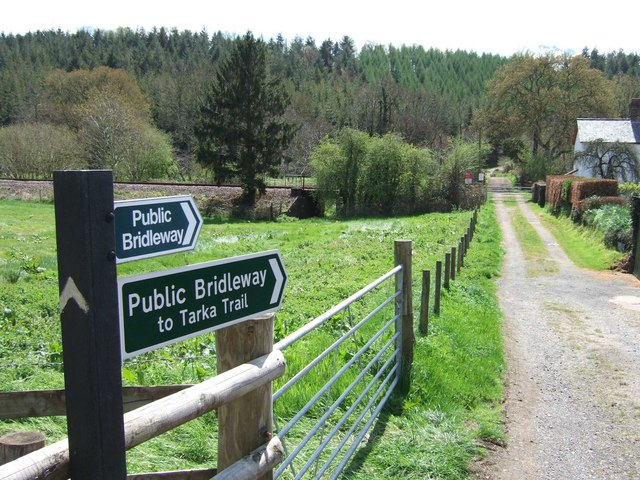
Drogowskazy wyznaczające publiczny szlak konny (korzystać z niego mogą również piesi i rowerzyści)

Prawo do drogi w Anglii i Walii (ang. Right of way) – rozwiązania prawne stosowane poza Londynem Wewnętrznym, w myśl których zapewnia się prawnie zagwarantowaną możliwość używania dróg. W Wielkiej Brytanii duża część dróg, ścieżek wiejskich, szlaków konnych itp. należy do osób prywatnych. Istnieją jednak rozwiązania prawne, które w określonych sytuacjach gwarantują dostęp do nich również innym użytkownikom, zwłaszcza gdy w grę wchodzi dostęp do obiektów publicznych lub narodowych.

## Zasady prawa do drogi

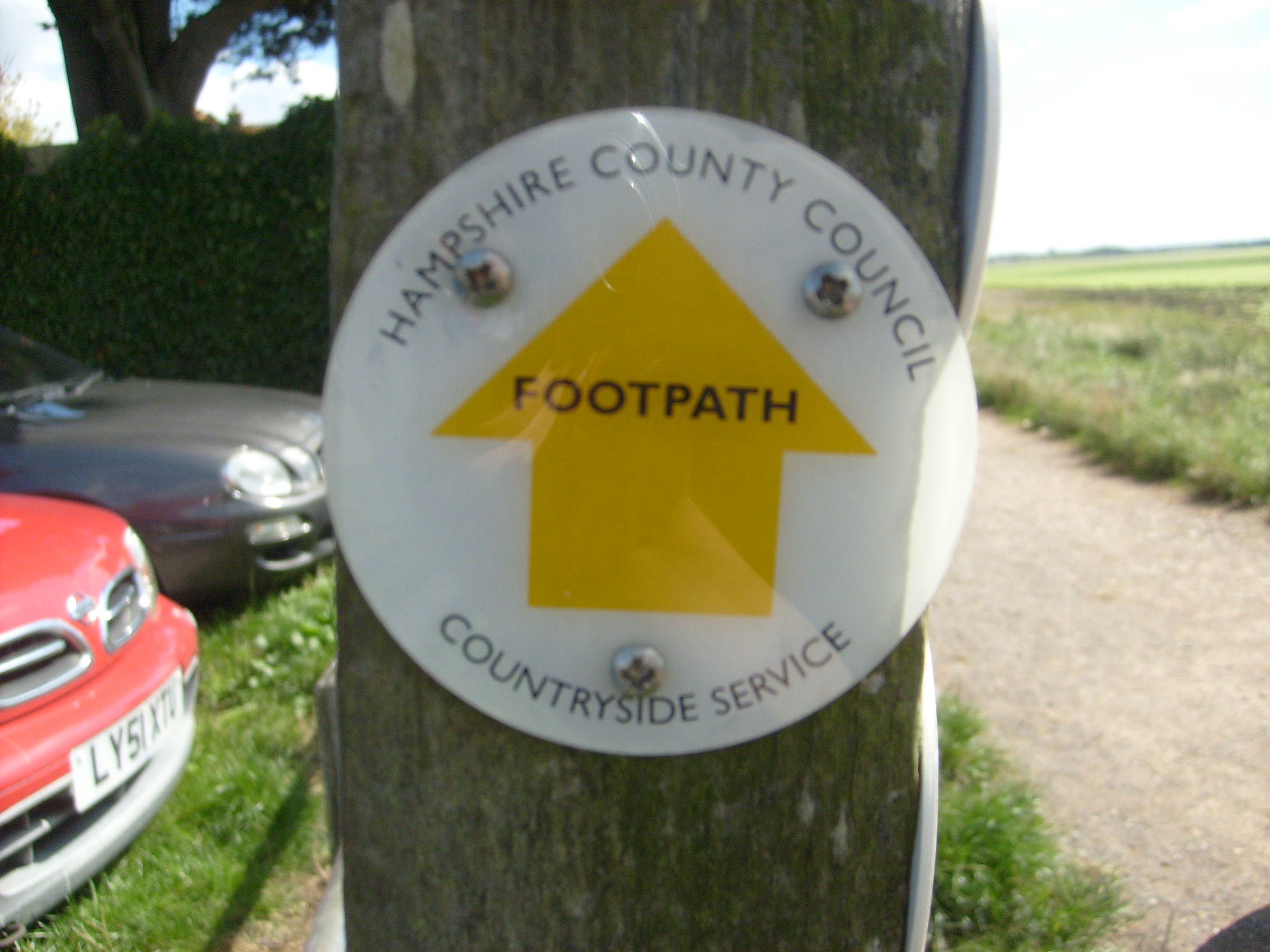
Oznaczenie drogi o publicznym dostępie w hrabstwie Hampshire

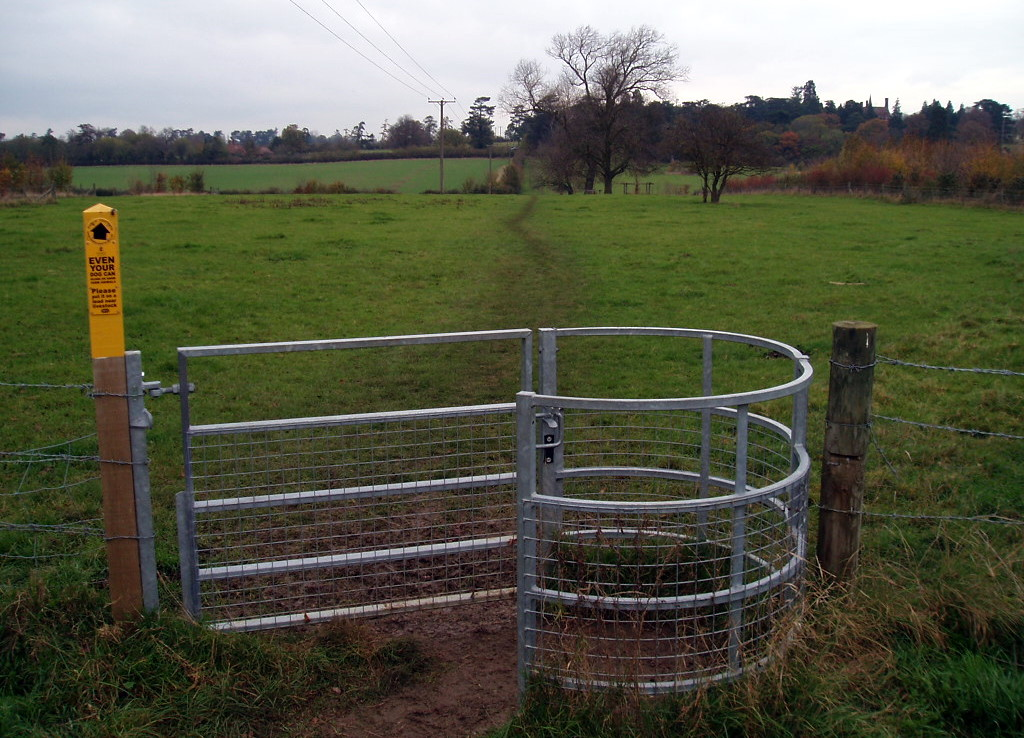
Bramka publicznego dostępu dla pieszych o kształcie uniemożliwiającym dostęp koniom, zwierzętom hodowlanym i rowerom

Teoretycznie większość dróg nabywa „prawa drogi”, gdy ich właściciel zdecyduje się na udostępnienie ich publiczności. W praktyce tylko niewielka część dróg jest formalnie udostępniona osobom postronnym, prawo jednak zakłada, że jeśli osoby postronne używają danej drogi bez przeszkód przez pewien czas, statutowo 20 lat, właściciel drogi zgadza się w taki sposób, aby dana droga podlegała „right of way”. W myśl ustawy z 2000 r. droga, która przez 20 lat była nieużywana, nie traci swoich praw jako droga o dostępie publicznym zgodnie z zasadą once a highway, always a highway. Drogi o dostępie publicznym mogą być tworzone również na mocy nakazu urzędowego, w sytuacjach wyższej konieczności, co leży w gestii Department for Environment, Food and Rural Affairs lub rządu Walii.

## Rozwiązania szczegółowe
Osoba postronna, zarówno pieszy, jak i turysta konny bądź rowerowy, ma zagwarantowane prawo dostępu do części prywatnego gruntu, po którym może chodzić bądź wykorzystywać do innych celów wypoczynkowych. W szczególności ma prawo poruszać się po drogach, chodnikach, drogach dla ruchu pieszego i szlakach konnych. Ma również prawo dojścia do każdego terenu o swobodnym dostępie, łącznie z górami, wrzosowiskami, dolinami itp. oraz pewnej części gruntów otaczających piesze szlaki nadmorskie. W pozostałych przypadkach może poruszać się po prywatnym terenie za zgodą właściciela terenu oraz jeśli istnieje tradycja publicznego użytkowania danej drogi. 
Użytkownik drogi ma prawo poruszać się po niej w obu kierunkach (obowiązuje to również w stosunku do drogi powrotnej). Może zatrzymać się na jej poboczu w celu odpoczynku lub pikniku, pod warunkiem, że nie będzie stwarzał utrudnienia dla ruchu. Może również używać wózka dziecięcego i wózka inwalidzkiego przy zastosowaniu wszystkich zasad obowiązujących dla tych pojazdów w ruchu publicznym. 
Drogi o statusie publicznego dostępu muszą być oznakowane znakami zawierającymi strzałki w odpowiednim kolorze: żółte dla dróg pieszych, niebieskie dla szlaków konnych, za co odpowiada wydział administracji zajmujący się drogami. Drogi te są zaznaczane na ogólnodostępnych mapach Ordnance Survey tzw. definitive maps, publikują je również strony internetowe niektórych urzędów lokalnych. 
Właściciele dróg o statusie dostępu publicznego zobowiązani są dbać o ich jakość, o brak przeszkód utrudniających swobodne poruszanie się, wprowadzające w błąd oznakowanie. W takich przypadkach, a również gdy droga zostanie zlikwidowana, zagrodzona, zmieniony jej przebieg itp.,  użytkownik ma prawo złożenia skargi w odpowiednim urzędzie gminnym.
Nie wszystkie prywatne drogi mają zagwarantowane prawo poruszania się osób postronnych. Istnieją jednak drogi, których właściciel dobrowolnie zgodził się na udostępnienie. Są one najczęściej odpowiednio oznaczone, łącznie z klauzulą oznajmiającą, że właściciel zastrzega sobie wyłączenie drogi z użytku publicznego. Część tych dróg jest wyłączona z ruchu w określonych dniach roku.

## Londyn Wewnętrzny
W 2000 r. weszła w życie ustawa Countryside and Rights of Way Act 2000, na mocy której sprokurowano mapy dla Anglii i Walii, z wyjątkiem 12 gmin Londynu Wewnętrznego, którego ustawa nie obejmuje. Aby zagwarantować prawo do drogi w Londynie, organizacja charytatywna Ramblers w 2010 r. zainicjowała kampanię Putting London on the Map w celu uzyskania takiej samej ochrony dróg w Londynie, jaka istnieje w pozostałej części Anglii oraz w Walii, wskazując, że istnieje prawna możliwość stworzenia podobnych map dla Londynu, niemniej jednak nikt z niej nie korzysta. W 2017 r. władze Londynu wydały mapę dróg o dostępie publicznym zaznaczając, że zarówno ona, jak i żaden urzędnik urzędu gminnego nie są za nią prawnie odpowiedzialni.